# Amnat Charoen
Amnat Charoen (thai: อำนาจเจริญ) er provinshovedstaden i provinsen Amnat Charoen i det nordøstlige Thailand (kaldt Isan-området). Befolkningen anslås (2005) til 34.800.
Byen ligger 583 km øst for Bangkok, og nogen få mil fra Mekong-floden som skiller Thailand fra Laos.
Amnat Charoen fik bystatus under kong Rama IIIs regeringstid. Byen blev først administreret af Nakhon Khemarat, og i dag af Ubon Ratchathani.
Byen blev provinshovedstad da området blev udskilt fra provinsen Ubon Ratchathani den 12. januar 1993.
Udenfor byen ligger Phra Mongkhon Ming Muang en buddhistisk helligdom som er en 20 meter høj siddende Buddha fra 1965 i Buddha Uttayan-parken.
Byen havde en befolkning på 26.305 i 2014.